# Joachim Rittmeyer
Joachim Rittmeyer (* 16. Mai 1951 in St. Gallen) ist ein Schweizer Kabarettist.

## Leben
Seit 1974 tritt der ausgebildete Primarschullehrer regelmässig auf Theaterbühnen auf. Er hatte früher über längere Zeit ein eigenes Programm im Schweizer Fernsehen und Auftritte im Deutschen Fernsehen (ARD, WDR).
Rittmeyer ist Vater zweier Kinder (Balz und Lena).

## Auszeichnungen
- 1982: Salzburger Stier
- 1998: Schweizer Kabarett-Preis Cornichon
- 2007: Schweizer KleinKunstPreis
- 2021: Salzburger Stier (Ehrenstier)[1]